# Hilde Michnia

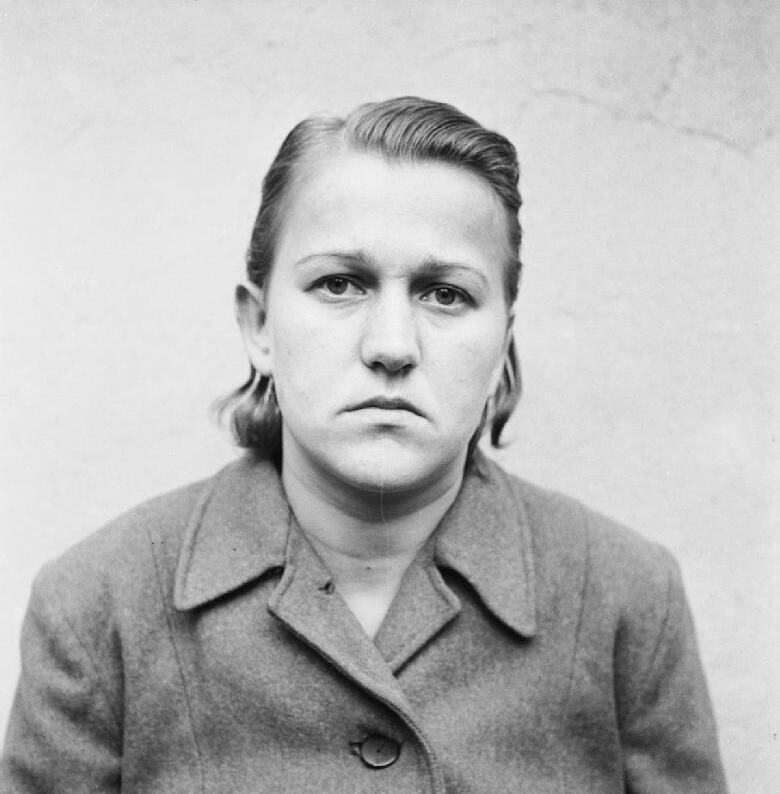
Hilde Liesewitz im August 1945

Hilde Michnia (* 31. Januar 1922 in Grünberg, heute Zielona Góra, Polen, als Mathilde Anna Lisiewitz bzw. Lisiewicz/Liesewicz) ist eine deutsche Staatsbürgerin, die im Jahre 1945 Aufseherin im Konzentrationslager Bergen-Belsen war.

## Leben
Hilde Michnia wuchs in Grünberg (Schlesien) auf und war beruflich zunächst als Gärtnerin tätig. Im Oktober 1940 trat sie ihren Reichsarbeitsdienst an. Ab März 1941 war sie Kellnerin in einem Restaurant. Ab Februar 1943 war sie in einer Munitionsfabrik eingesetzt, die ein Nebenlager des Konzentrationslagers Groß-Rosen war. Ab dem 25. November 1944 gehörte Michnia dem SS-Gefolge an.
Michnia begleitete als Aufseherin einen vom 3. Februar bis zum 3. März 1945 andauernden Todesmarsch von Grünberg über das 60 Kilometer entfernte Guben bis hin zum über 400 Kilometer entfernten Konzentrationslager Bergen-Belsen. Bei diesem Marsch kamen knapp 1.400 der rund 2.000 inhaftierten Frauen ums Leben. Michnia blieb bis zum 15. April 1945 Aufseherin im KZ Bergen-Belsen. Nach der Befreiung des Lagers durch die Briten saß Michnia in Untersuchungshaft. Im Prozess sagten Zeugen aus, sie habe zwei Männer mit einem Stock geschlagen und mit ihren Stiefeln getreten, die Rüben aus der Lagerküche gestohlen haben sollen. Michnia wurde am 17. November 1945 von einem britischen Militärtribunal, im Rahmen des ersten Bergen-Belsen-Prozesses, zu einer einjährigen Haftstrafe verurteilt, die sie in dem Gefängnis Fuhlsbüttel verbüßte. 
In einem Video-Interview im Jahre 2004 gab Michnia zu, dass sie diesen besagten Todesmarsch begleitet habe. Zudem war Michnia in dem Dokumentarfilm Close to Evil (2014) als Zeitzeugin zu sehen. In einem weiteren Gespräch mit einem Reporter im Januar 2015 wiederum behauptete sie, im KZ Bergen-Belsen lediglich Küchendienst verrichtet zu haben. Die Staatsanwaltschaft Hamburg ermittelte ab Februar 2015 gegen Michnia wegen zweifachen Mordverdachts, da sie laut einer Zeugenaussage zwei Häftlinge zu Tode geprügelt haben soll. Im März 2016 wurde das Verfahren aus Mangel an Beweisen und aufgrund des Grundsatzes ne bis in idem wieder eingestellt, da Michnia im November 1945 bereits verurteilt worden war. Ende Juli 2017 wurden von der Hamburger Staatsanwaltschaft erneut Ermittlungen gegen Michnia aufgenommen, es gibt jedoch keine weiteren Informationen über den Verlauf des Verfahrens.
Hilde Michnia lebt seit 1970 in Hamburg. Sie ist seit 1971 Witwe und hat drei Kinder.